# Silk Degrees (película)
Silk Degrees es una película de acción, drama y suspenso de 1994, dirigida por Armand Garabidian, escrita por Stuart Gibbs, Robert Gottlieb y Douglas Sloan, musicalizada por Larry Wolff, en la fotografía estuvo William Boatman y los protagonistas son Marc Singer, Deborah Shelton y Mark Hamill, entre otros. El filme fue realizado por Imperial Entertainment, New City Releasing y Pine Hollow Productions Inc., se estrenó el 24 de agosto de 1994.

## Sinopsis
Una sensual famosa de televisión es testigo de un homicidio, dos agentes federales la trasladan a una guarida lejana para mantenerla a salvo hasta el día del juicio. Pero ese lugar no es tan seguro como piensan.